# Clinopogon odontoferus
Clinopogon odontoferus är en tvåvingeart som beskrevs av Joseph och Parui 1985. Clinopogon odontoferus ingår i släktet Clinopogon och familjen rovflugor.
Artens utbredningsområde är Sri Lanka. Inga underarter finns listade i Catalogue of Life.